# Eyserbos
Het Eyserbos of de Eyserbossen, ook gespeld als Eyserbosschen (Limburgs: Ezerbusj), is een bosgebied in de gemeente Gulpen-Wittem in de Nederlandse provincie Limburg. Het bos ligt ten noordwesten van Eys en ten oosten van Wijlre. In het noorden liggen verder Elkenrade en Eyserheide op het plateau. Het ligt op de noordoostelijke dalwand van de Geul en het Geuldal en de noordelijke dalwand van de Eyserbeek en de Eyserbeekdal, op de Eyserberg, op de zuidwestrand van het Plateau van Ubachsberg, en is een hellingbos. Het bos loopt door tot aan de Eyserbeek aan de voet het bos, onderweg naar beneden afgewisseld door enkele weiden. Aan de rand van het bos ligt ook het gehucht Piepert en bevindt zich een waterwingebied.
Achter het bos, gezien vanuit het dal, staat een televisietoren (radio- en televisiemast), de Zendmast Eys. Aan de oostzijde van het bos klimt de Eyserbosweg het plateau op.

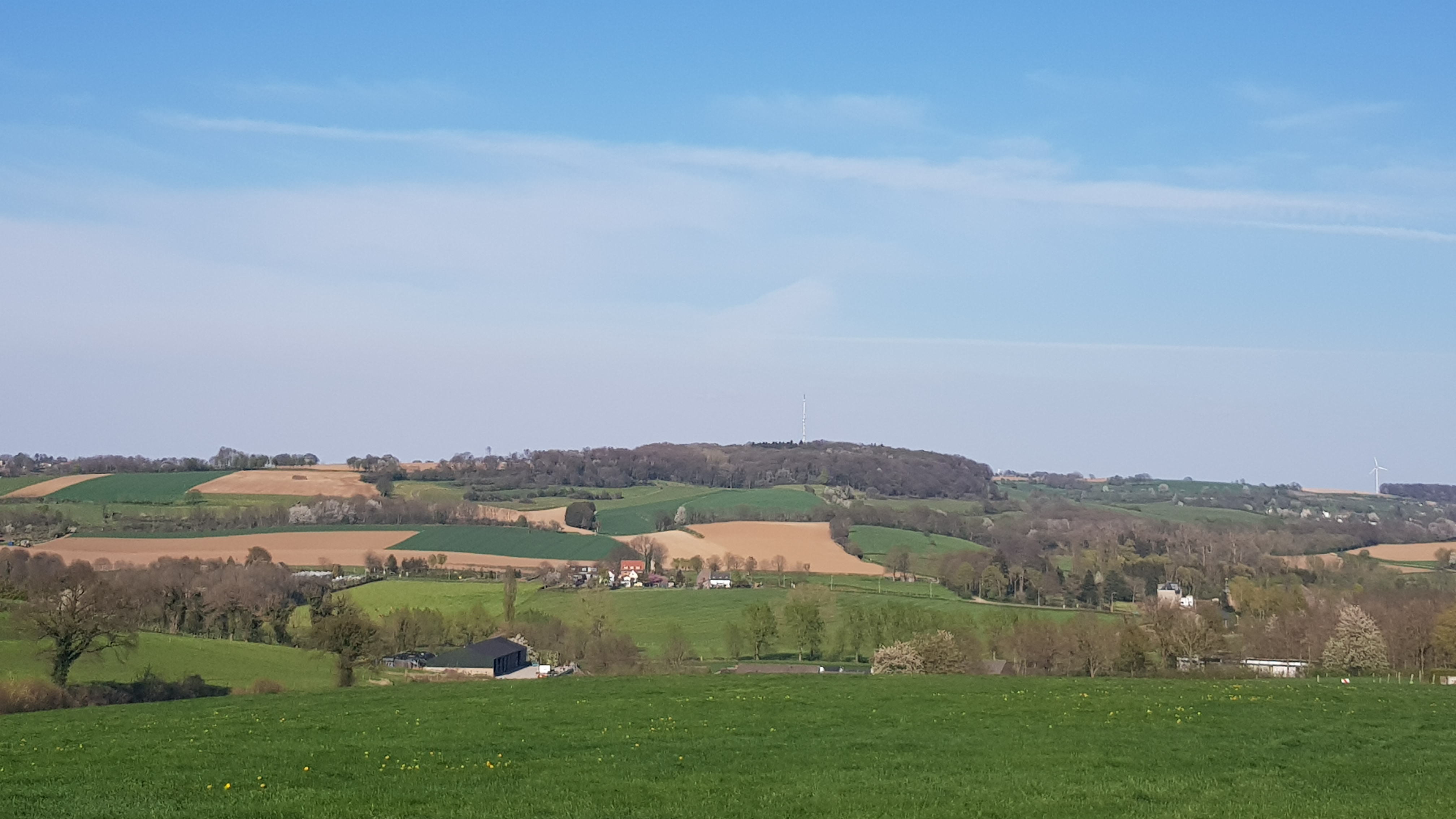
Het Eyserbos gezien vanaf de overzijde van het dal bij Gulpen
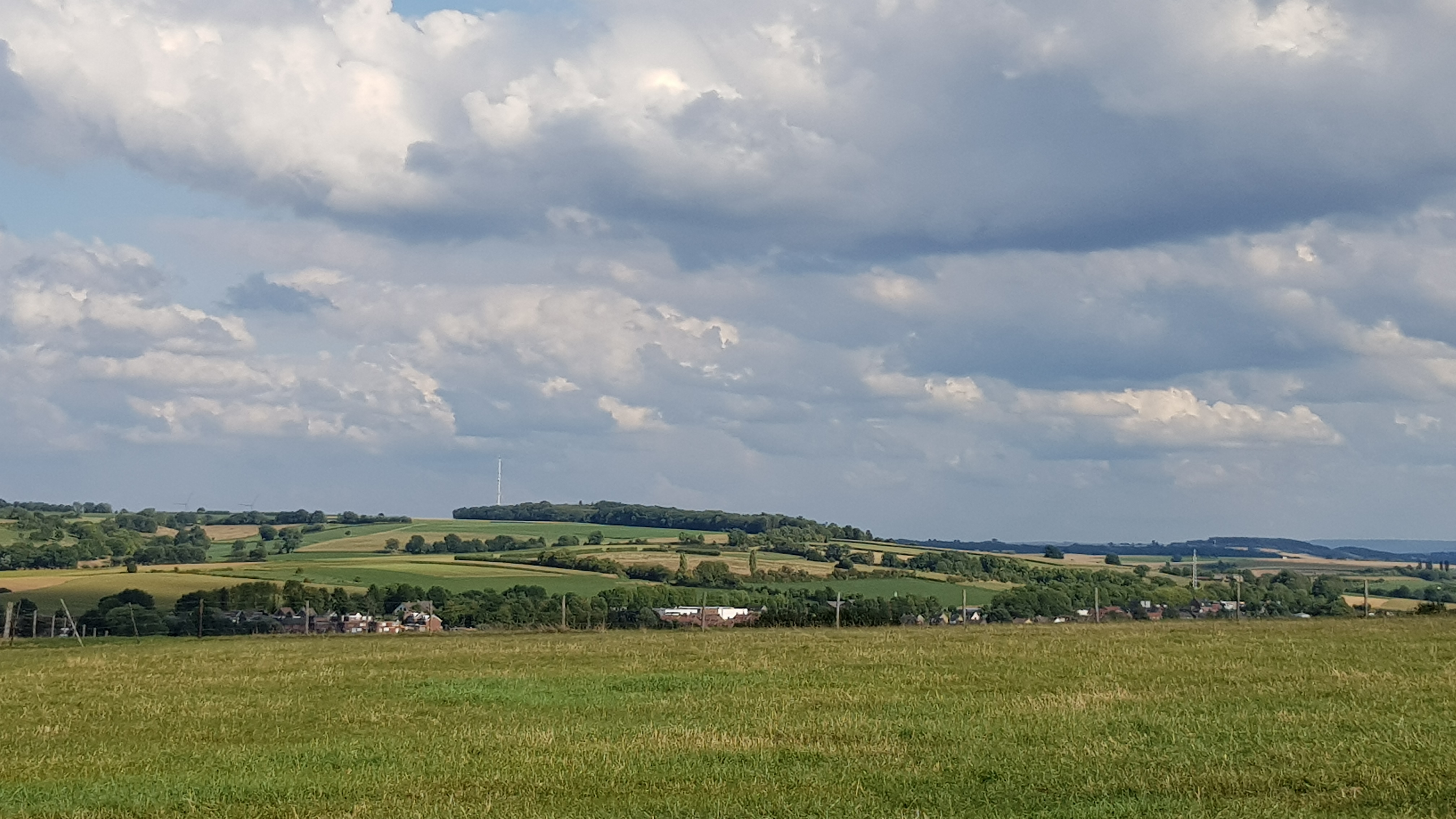
Eyserbos gezien vanaf de Keutenberg
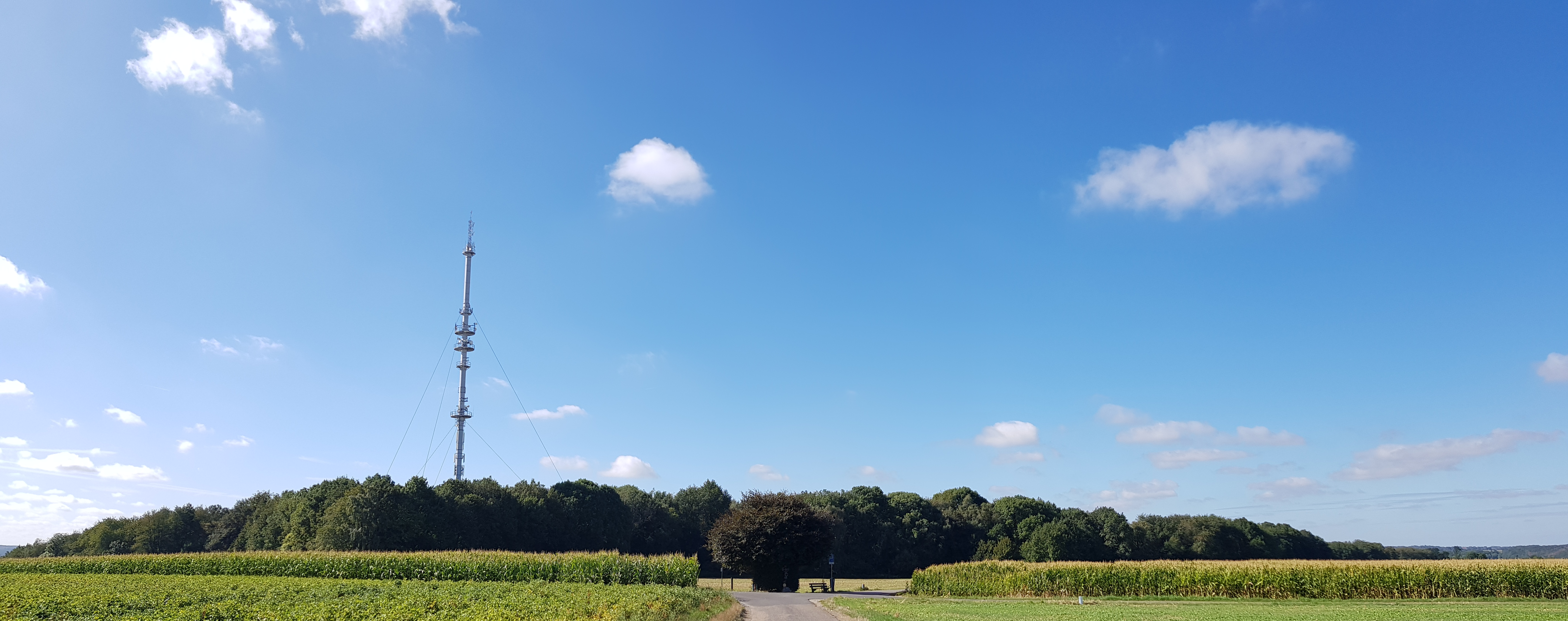
Eyserbos met zendmast gezien vanaf Eyserheide